# Латиські прізвища
Латиські прізвища — прізвища, носіями яких є латиші. Більшість прізвищ латвійського походження утворені від слів, що означають якийсь  конкретний предмет.
Близько половини всіх латиських прізвищ мають споконвічне коріння: Берзіньш, Калниньш, Озоліньш, Лієпіньш. Досить поширеними в Латвії є прізвища германського (німецького та шведського) і слов'янського (польського, російського, білоруського) походження. Типова особливість латиських прізвищ - це закінчення, що відповідають статі власника прізвища. Закінченнями чоловічого роду зазвичай є -s, -š, -is (рідше -us, -a, -e), жіночого роду - -a, -e (рідше -s). Іншомовні імена в латиській мові відтворюються відповідно до їхньої вимови в оригінальній мові та використовують граматичну систему латиської мови. За походженням прізвища можна поділити на такі групи:
- запозичені,
- гібридні,
- споконвічно латиські прізвища, що мають зазвичай паралельні апелятиви.

Більшість латиських прізвищ мають чоловічу та жіночу форми. Наприклад: Jēkabsons (чоловіча форма) — Jēkabsone (жіноча), Auziņš — Auziņa, Alunāns — Alunāne, Apaļais — Apaļā, Neretnieks — Neretniece.
Після заснування Латвійської Республіки на засіданнях комісії Мовознавства було обговорено латиські прізвища. Були вироблені правила правильного написання прізвищ у документах Латвії. Сейм 1927 року ухвалив «Likumu par vārdu un uzvārdu rakstīšanu Latvijas pasēs»; де публікуються два рішення уряду Likumu un valdības rīkojumu krājums. Rīgā, 1920, Nr. 209; Likumu un Ministru kabineta noteikumu krājums. Rīgā, 1939, Nr. 221, після яких прізвища почали писати відповідно до граматики латиської мови.
У 2006 році суд постановив, що кожен житель Латвії має право змінити своє прізвище. З цього року почався активний процес замін прізвищ, зокрема російських на латиські. До цього часу закон дозволяв зміну прізвищ тільки за певних умов, і не латишам не дозволялося змінювати прізвище на латиське.
Латвійський ресурс uzvardi.lv надає можливість отримати дані про прізвища осіб, які проживають у Латвії з Реєстру фізичних осіб (2020) та словників дослідження «Латвійські прізвища в архівних матеріалах» (дані перепису 1935 року), опублікованих у 2017, 2019 та 2022 роках.

## Приклади латиських прізвищ

### A-Ā
Abarons, Abarts, Āboliņš, Ābelītis, Ābeltiņš, Ādmins, Ādmīdiņš, Ādiņš.

### B
Babre, Babra, Baginskis.

### C-Č
Cabuls, Cīrulis, Caics, Canders, Caps, Caune, Čable, Čačs, Čakstiņš, Čakste, Čakšs, Čams, Čavars.

### S
Sabulis, Saidāns, Saide, Sakalausks, Sakne, Sala, Saldnieks, Saldavs.